# Corrupção policial
A corrupção policial é uma forma de má conduta policial, na qual os policias acabam quebrando seu contrato social e abusam do seu poder para obter ganhos pessoais. Esse tipo de corrupção pode envolver um polícia ou um grupo de policias. A corrupção policial interna é um desafio à confiança do público, coesão de políticas departamentais, direitos humanos e violações legais que envolvem sérias consequências. A corrupção policial pode assumir várias formas, como suborno.